# Lycaste cobani
Lycaste cobani är en orkidéart som beskrevs av Henry Francis Oakeley. Lycaste cobani ingår i släktet Lycaste och familjen orkidéer. Inga underarter finns listade i Catalogue of Life.